# Séverin Granvorka
Pour les articles homonymes, voir Granvorka.
Séverin Granvorka est un ancien joueur désormais entraineur français de volley-ball né le 23 octobre 1947 en Martinique. Il mesure 1,96 m et jouait réceptionneur-attaquant. Il totalise environ 220 sélections en équipe de France. Il fut considéré comme le meilleur joueur français des années 1970. En juin 2000, il a été désigné dans l'équipe des douze meilleurs joueurs français du XXe siècle.
Au terme de sa carrière, il est devenu l'entraineur de l'équipe de France féminine de 1980 à 1983. Actuellement, il demeure dans le canton de Vaud en Suisse et a entrainé d'avril 2006 à juin 2010 l'équipe nationale féminine suisse.
Il est le père de Frantz Granvorka. Il s'est marié avec Mireille Cuendet une ex-internationale suisse de volley-ball et ils ont eu une fille, Inès, qui joue actuellement dans l'équipe de Suisse, ainsi qu’un fils, Yoan, basketteur professionnel en France, au Portel, et international suisse.

## Palmarès
- Championnat de France (1)
  - Vainqueur : 1976
  - Finaliste : 1972, 1974